# Monumento al Soldado de la Patria
El Monumento al Soldado de la Patria es una estructura conmemorativa ubicada en el Campo de Marte de la ciudad de Managua, Nicaragua. Rinde homenaje a los soldados nicaragüenses caídos en distintas guerras nacionales e internacionales, y constituye un símbolo de patriotismo y memoria histórica.

## Historia
Fue erigido en la década de 1940 durante el auge del uso cívico y militar del Campo de Marte. Se convirtió en punto de referencia para desfiles patrióticos, actos oficiales y celebraciones del Día del Ejército y otras efemérides nacionales

## Diseño
El monumento presenta una base rectangular elevada sobre una plataforma escalonada. En su centro se alza una escultura estilizada de un soldado en posición de descanso con su fusil. Está flanqueado por placas conmemorativas y un muro con relieves alegóricos. El entorno fue diseñado como una plaza ceremonial.

## Estado actual
Con el deterioro del Campo de Marte tras el terremoto de 1972, el monumento también sufrió abandono. En la última década ha recibido algunas restauraciones menores y se ha propuesto su incorporación a planes de rehabilitación urbana del centro histórico

## Importancia
Es uno de los monumentos patrióticos más antiguos de la capital y representa el reconocimiento a los valores del servicio militar y el sacrificio por la patria. Forma parte del conjunto histórico del centro cívico de Managua.